# Cornèlia Cinnil·la
|  | Per a altres significats, vegeu «Cornèlia Cinnil·la (esposa de Domici Ahenobarb)». |

Cornèlia Cinnil·la (llatí: Cornelia Cinnilla, vers 94-69 o 68 aC) era una filla de Luci Corneli Cinna. Es va casar amb Gai Juli Cèsar, després dictador, l'any 83 aC. Cèsar tenia llavors 17 anys. Sul·la va ordenar a Cèsar de repudiar-la però aquest s'hi va negar, i va ser proscrit. Van tenir una filla, de nom Júlia (després esposa de Pompeu Magne). Va morir el 69 aC, any en què Cèsar era qüestor.